# Alcalde de Ventanas
El alcalde de Ventanas es la máxima autoridad administrativa y política de la ciudad de Ventanas y su cantón. Es la cabeza del cabildo y representante del municipio. El alcalde lidera el poder ejecutivo del gobierno municipal.
Entre otros poderes y responsabilidades, la actual Constitución Política de la República del Ecuador encarga a los alcaldes de cada cantón, incluyendo al de Ventanas, la autoridad de administración acompañado de un concejo cantonal, del cual formará parte, lo presidirá y, tendrá voto dirimente. También puede formar parte del Gobierno Provincial de Los Ríos como miembro, aunque se puede nombrar a un concejal cantonal.
Título Elegido por votación popular, con el sistema de mayoría simple, para un período de cuatro años.
En el Ecuador, el alcalde es el jefe del poder ejecutivo de un municipio y su máximo representante. Es el responsable de la administración de la municipalidad y de sus relaciones con el gobierno central. Es asesorado por un consejo municipal, los alcaldes de las grandes ciudades cuentan con asesores internacionales. El alcalde es elegido por sufragio democrático directo por un periodo de cuatro años con posibilidad de reelección.
Ventanas tuvo su primer alcalde al Sr. Pacífico Gordillo. Desde aquel entonces se le llama al cargo de Alcalde de la ciudad o Presidente del Concejo.
La sede de la alcaldía o municipalidad está en el Palacio Municipal o Cabildo, que se encuentra ubicado el sector del centro urbano  de la ciudad de Ventanas, ubicado en las calles Nueve de octubre y 10 de Agosto.
El actual alcalde de Ventanas Carlos Carriel Abad, para el periodo 2023 - 2027

## Lista de Alcaldes de Ventanas
A continuación se enlistan los últimos alcaldes de Ventanas:
| Alcalde                    | Inicio del mandato | Fin del mandato | Partido | Partido                              |
| Carlos Briones Campozano   | 1988               | 1992            |         | Partido Roldosista Ecuatoriano (PRE) |
| Manuel Vera Andrade        | 1992               | 1996            |         | Democracia Popular (DP)              |
| César Borja Farah          | 1996               | 2000            |         | Partido Social Cristiano (PSC)       |
| Manuel Vera Andrade        | 2000               | 2004            |         | Partido Roldosista Ecuatoriano (PRE) |
| Manuel Vera Andrade        | 2004               | 2009            |         | Partido Roldosista Ecuatoriano (PRE) |
| Carlos Carriél Abad        | 2009               | 2014            |         | Partido Sociedad Patriótica (PSP)    |
| Patricio Urrutia Espinosa  | 2014               | 2019            |         | Patria Altiva i Soberana (PAIS)      |
| Pablo Rafael Sánchez Ochoa | 2019               | 2023            |         | Partido Social Cristiano (PSC)       |
| Carlos Carriél Abad        | 2023               | 2027            |         | Movimiento Revolución Ciudadana (RC) |